# Завод полівінлхлориду в Алтоні
Завод полівінілхлориду у Алтоні – колишній виробничий майданчик, що діяв у індустріальній зоні Алтона на південно-західних околицях Мельбурна.
Завод ввела в дію у 1961 році компанія BF Goodrich Chemical. На момент запуску він міг випускати 37 тисяч тонн полівінілхлориду на рік, станом на 1980-й цей показник вже досягнув 62 тисяч тонн, а в другій половині 1990-х майданчик міг продукувати 90 тисяч тонн ПВХ.
Первісно завод також виробляв мономер вінілхлорилу, для чого йому був потрібен дихлоретан (можливо відзначити, що останній міг надходити з розташованого в тій же Алтоні заводу компанії Dow Chemicals). В 1980-му випуск мономеру припинили і далі майданчик споживав сировину, постачену автоцистернами з порту Джилонг.
Станом на другу половину 1990-х контроль над заводом мала компанія Auseon. В 1997-му вона передала його  Australian Vinyls Corporation (AVC), в якій отримала 37,4%, тоді як ще 62,6% мала ICI Australia, що внесла до  Australian Vinyls Corporation свій завод полівінлхлориду в Лавертоні. Невдовзі після цього, в 2001-му, прийняли рішення про закриття виробництва ПВХ в Алтоні та концентрації робіт на майданчику у Лавертоні.